# Hans Biskop

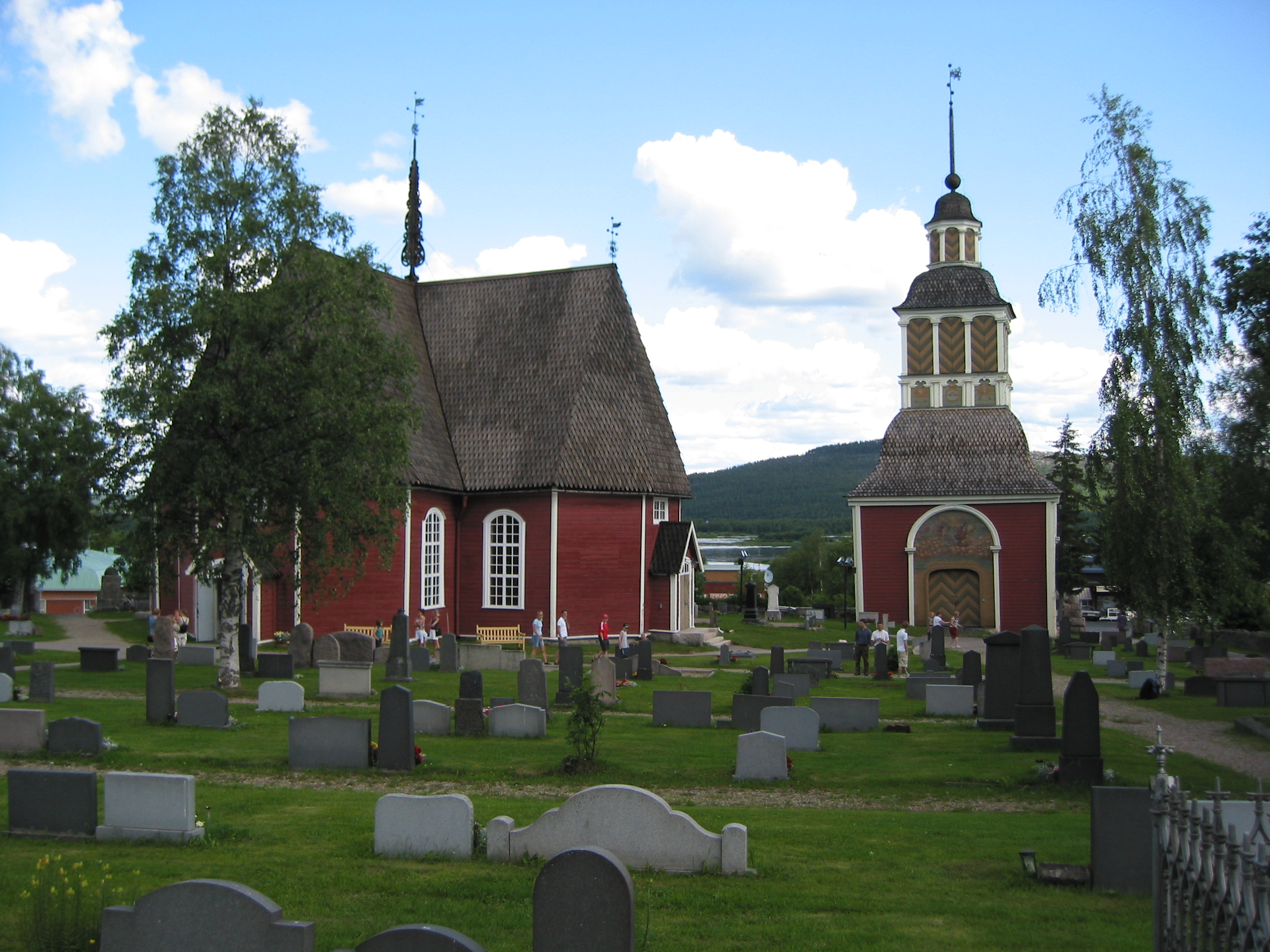
Övertorneå kyrka. Biskop-kyrka från 1737 och klockstapel av bottnisk typ från 1763.

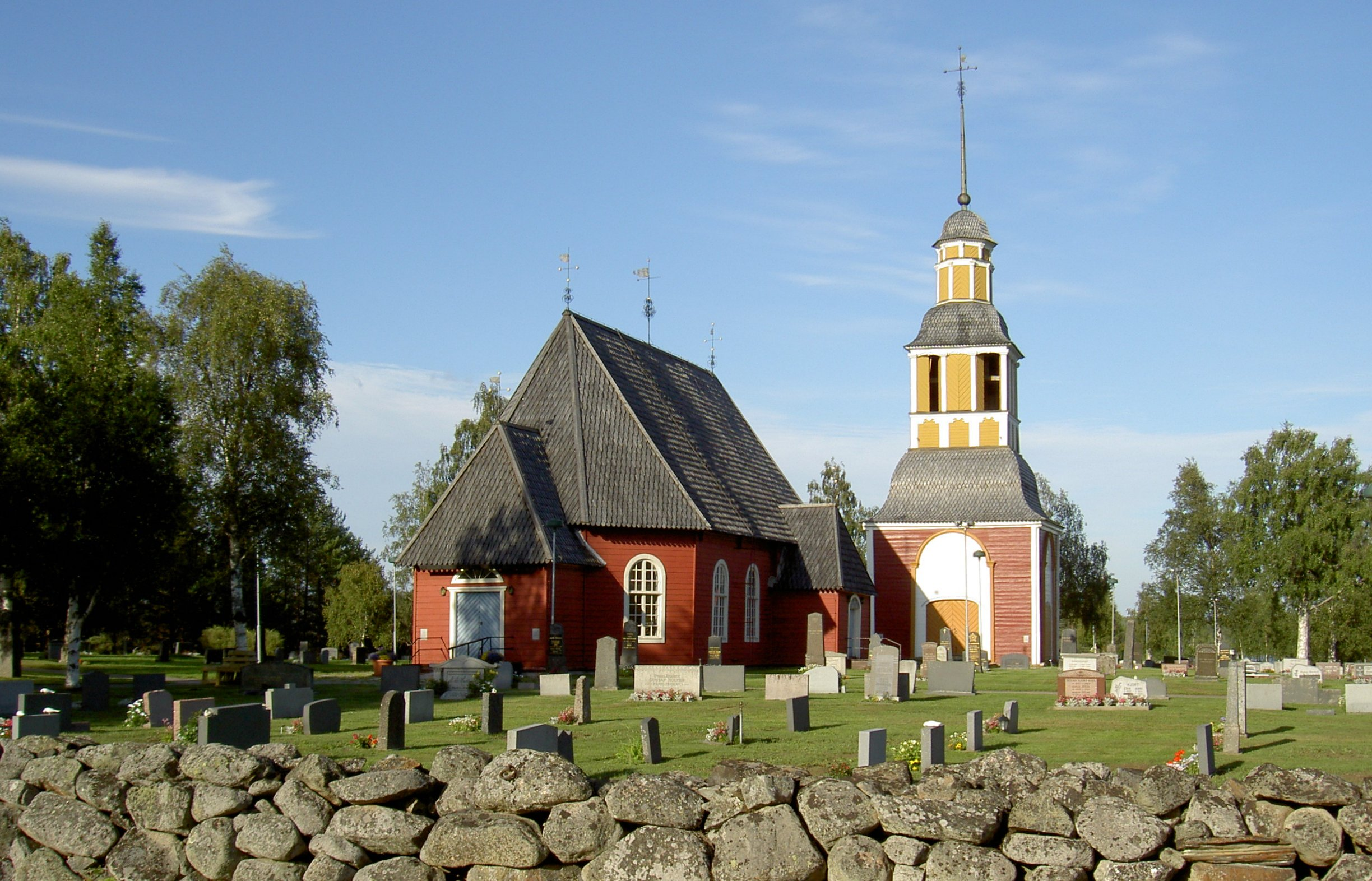
Hietaniemi kyrka. Biskop-kyrka från 1746 och bottnisk klockstapel från 1773.

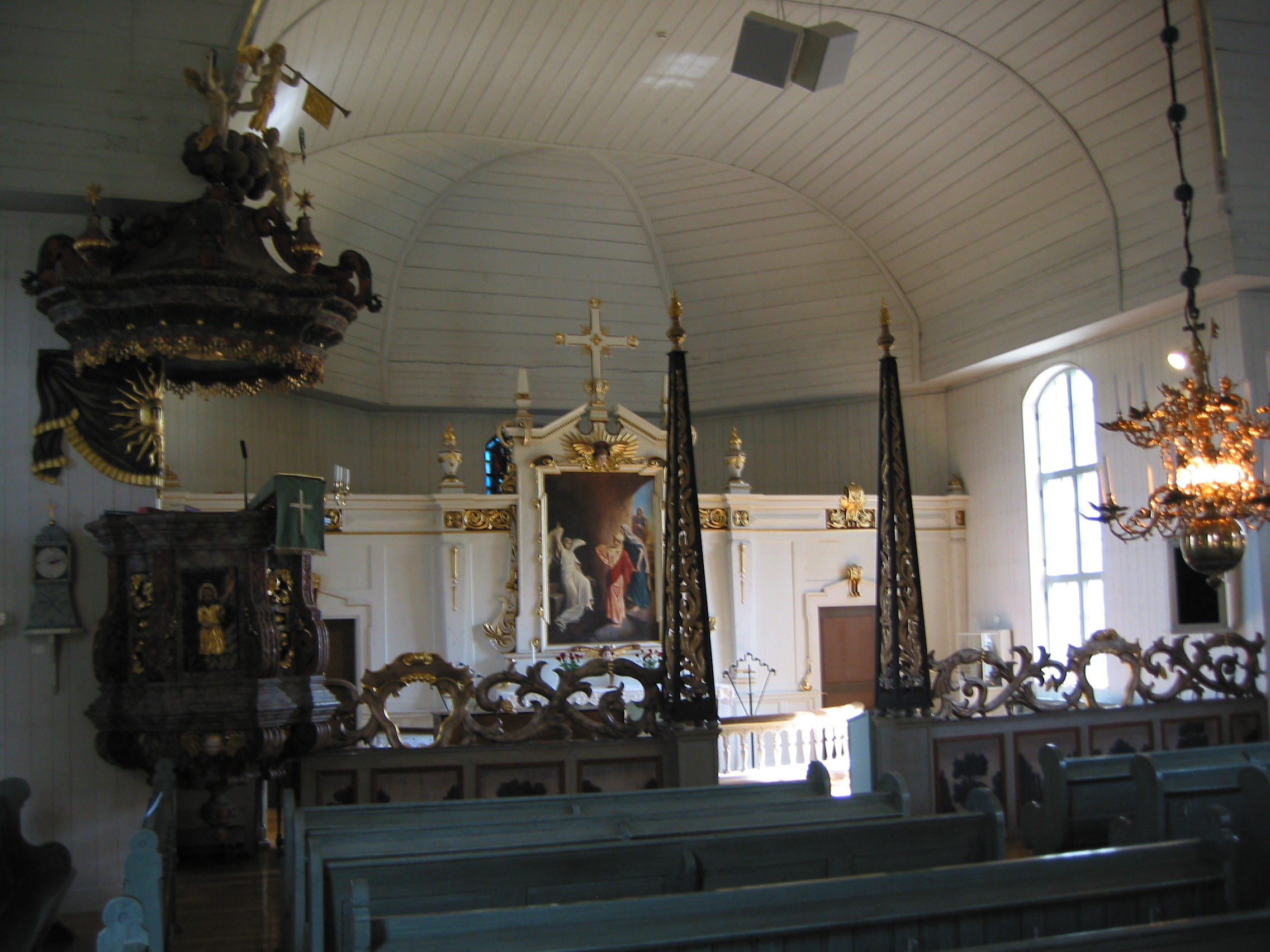
Övertorneå kyrka. Predikstol med baldakin och korskrank med pyramider snidade av Hans Biskop.

Hans Biskop, född cirka 1684 i Kronoby i Österbotten, nuvarande Finland,, död där 1760,  var en svensk kyrkobyggare i östra rikshalvan.

## Bakgrund
Om Hans Biskop som person är inte mycket känt. Man vet att hans far var snickaren och byggmästaren Gabriel Hansson Biskop, och att han var född i Kronoby socken i Österbotten i Finland omkring år 1684. Han flydde undan ryssarna till Sverige efter slaget vid Storkyro år 1714. Han arbetade sedan i Sverige till 1753, då han återvände till Finland. Hans Biskop dog år 1760 i sin hemby. Hans namn anges ibland till Hans Gabrielsson Biskop eller Johannes Beskopp. Även en del andra snickare med släktnamnet Biskop är kända i Österbotten.
Under 1700-talet skedde en kraftig uppgång av det offentliga byggandet i norra Sverige och Finland. Orsaken var främst den stora folkökningen, men också behov av återställningsåtgärder efter ryssarnas härjningar 1720 och 1721 längs Bottenhavets och Bottenvikens stränder. För dessa arbeten anlitades i stor utsträckning finska arbetare och arbetsledare. Soldatroteringen i dessa socknar ersattes vid denna tid ofta med att männen sändes till örlogsstationen i Karlskrona för utbildning till träsnidare och timmermän. Det är möjligt att Hans Biskop var en av dessa män. Bland annat utformningen av underredet till predikstolen i Högsjö gamla kyrka visar hans förtrogenhet med örlogsfartygens konstnärliga utsmyckning.

## Verksamhet
Som kyrkobyggare är Hans Biskop känd för sina mångsidiga (polygonala) kyrkor av trä med höga, ofta valmade, takresningar. Hans avlångt åttkantiga kyrkor har också blivit stilbildande för 1700-talets brukskyrkor och fiskekapell, medan hans korskyrkor – ofta med avfasade hörn – i Norr- och Västerbottens inland är vanliga som sockenkyrkor.
Han har också blivit stilbildande i fråga om byggandet av klockstaplar, där den så kallade bottniska typen tillskrivits honom. 
Hans Biskop bosatte sig så småningom i Eds by i Ytterlännäs socken, där han redan 1717-1718 utförde snideriarbeten i sockenkyrkan. Bland annat inredde han kyrkan med fasta bänkar, byggde ut de nedre läktarnas flygelpartier och snidade predikstolens baldakin. Sedan ryska soldater delvis förstört kyrkan 1721 förestod han arbetet med återuppbyggnaden, som var klar redan efter ett par år. Sannolikt byggde han också en nu nedmonterad klockstapel, vars vindflöjel är uppsatt på kyrkans takryttare och bär årtalet 1730.
Den 29 maj 1721 brände ryssarna Härnösand. Av kyrkan återstod endast kala, delvis raserade stenväggar. Återuppbyggnaden av kyrkan igångsattes omedelbart under ledning av Hans Biskop. Arbetena forcerades så att kyrkan kunde återinvigas redan följande vinter. Han uppförde också en provisorisk klockstapel, som 1736 ersattes med en ny, uppförd av Jonas Granlund från Hudiksvall, men förmodligen ritad av Hans Biskop. Stapeln hade nämligen typisk bottnisk form och inte den i Hälsingland dominerande. 
År 1727 var Hans Biskop återigen verksam i Härnösand och uppförde då klocktornet till stadens nya rådhus. Tornet finns fortfarande bevarat, men är sedan 1920 flyttat till museet på Murberget. Han utförde vid samma tid också en hel del inredningsarbeten i kyrkan. Han snidade korskrank och pyramider och fick i uppgift att bygga den nya predikstolen, som ritats av bildhuggaren Johannes Vaupell i Stockholm. När arbetena avsynades på våren 1729 betecknades de som ”beskedliga”, vilket med den tidens språkbruk var ett mycket gott betyg. Delar av Hans Biskops inredningar finns bevarade på Murberget. Det gäller bland annat en dörr till predikstolens trappa. 
Det är känt att Hans Biskop anlitades för återställandet, efter ryssarnas härjningar, av ett antal övriga kyrkor i Ångermanland. Däribland Säbrå, Högsjö gamla kyrka, Bjärtrå, Gudmundrå och Ullångers kyrkor.
- I Högsjö gamla kyrka slogs nya valv och takstolar uppsattes, fönstren förstorades och en ny predikstol uppsattes. Ett par år senare levererade han också en ny altaruppsats. Han utförde också ritningar till en ny klockstapel vid kyrkan. Klockstapeln uppfördes av hans medarbetare Joseph Schytt och är nu flyttad till Viksjö kyrkja.
- I Bjärtrå gamla kyrka (nu ruin) tillverkade han 1729-1730 en altaruppsättning, nytt korskrank med pyramider och en ny kordörr. Delar av hans arbeten finns bevarade på Murberget.
- I Nordmalings kyrka uppsatte Hans Biskop 1733 ett stjärnvalv av trä över kyrkans tre travéer - en mycket ovanlig och svårutförd byggnadskonstruktion. Kyrkan hade tidigare haft tegelvalv som raserades vid en brand, troligen 1658.

### Verksamheten i Väster- och Norrbotten
Biskop fick 1730 i uppdrag att renovera Umeås stads kyrka, som bränts ner av ryssarna 1720. Till staden kom 1733 också Västerbottens nya landshövding Gabriel Gyllengrip. Han kom att nyttja Hans Biskops stora sakkunskap för kontroll och uppförandet av det offentliga byggandet i länet. Det gällde framförallt kyrkobyggandet, som han ofta i strid med domkapitlet åtog sig att själv leda. 
Umeå stads gamla kyrka var av trä med korsformig plan med de inre vinklarna avsneddade. Innertaket bestod av fem valv, varav det mittersta vilande på pelare ställda innanför de avsneddade hörnen. Kyrkan hade ett torn i korsets mitt. Den brann ner julafton 1887, och på dess plats uppfördes den nuvarande tegelkyrkan i nygotisk stil. Några år efter den gamla kyrkans invigning snidade Hans Biskop en predikstol till kyrkan samtidigt som landshövdingen Gyllengrip skänkte en altartavla med förgylld snidad ram till densamma.
Den 31 juli 1752 passerade kung Adolf Fredrik och drottning Lovisa Ulrika Umeå på hemväg från Finland över Torneå. Till deras ära uppförde Umeå stad, på Gyllengrips initiativ, två stora timrade pyramider på Rådhustorget. Hans Biskop svarade för uppförandet. På kungens pyramid textades följande skrift på latin:
| ” | Åt den högst lysande och mäktige fursten och herren Adolf Fredrik, Götes och Vendes konung, furste till Norge, arvsfurste till Schleswig-Holstein, den fromme härskaren och konungen, fäderneslandets fader, som nu genomreser sina nordliga provinser, har Umeå samhälle med djupaste hängivenhet upprest denna pyramid år 1752 av den kristna tidens räkning. | „ |

Gyllengrip och Biskop samarbetade även vid byggandet av Lycksele gamla kyrka. Kyrkan var en typisk Hans Biskop-kyrka av trä, avlångt åttakantig med hög takresning. Den förföll så småningom och revs år 1800 sedan en ny träkyrka byggts året före. Emellertid uppfördes en rekonstruktion av Biskops kyrka år 1973 under ledning av bland andra Bengt Lindström i Umeå. Även en rekonstruerad klockstapel uppfördes i dess närhet.
Övertorneå kyrka är ett annat exempel på Hans Biskops polygonala kyrkobyggnadstil. Den uppfördes under åren 1735-37 som en utvidgning i korsform av en tidigare enkel träkyrka. Inredningen utfördes 1734. Den är till övervägande del fortfarande bevarad, bland annat gäller detta den vackra predikstolen med baldakinen, som i sin provinsiella barockstil bär tydligt inflytande från Burchard Prechts predikstol i Uppsala domkyrka. Även Hans Biskops korskrank och pyramider är bevarade.
Kyrkan i Övertorneå är en Sveriges märkligaste träkyrkor och har tillsammans med sex andra kyrkor fått representera kyrkobyggnadskonsten i Sverige på det frimärke Postverket gav ut år 1997.
Hietaniemi kyrka är en avlångt åttkantigt kyrka. Den uppfördes av Hans Biskop 1746 och inreddes av honom året därpå med en vacker predikstol och korskrank med pyramider. 
Adolf Fredriks kapell i Karungi byggdes 1744-1745, förmodligen av Hans Biskop. Det var en avlångt åttkantig kyrka som revs 1795, och ersattes med en korskyrka av trä, Carl Gustaf II. Den till Adolf Fredriks kapell hörande klockstapeln från 1745 uppfördes även av Hans Biskop. Den finns fortfarande kvar.
I Jokkmokk uppfördes ny kyrka 1752-1753. Den kyrkan anslöt väl till den typ som betecknas som Hans Biskops avlångt åttkantiga kyrkor. Det är belagt att man vid uppförandet följde Hans Biskops ritningar till Lycksele gamla kyrka från 1734. Kyrkan övergavs emellertid 1889 då en ny kyrka byggdes. Den gamla kyrkan utnyttjades därefter en tid som föreningslokal, men återinvigdes 1976 som gudstjänstlokal. Kyrkan brann ner den 8 april 1972 men återuppbyggdes 1976 i samma stil som den gamla 1700-talskyrkan.

## Stilbildare
Från Kronoby i Finland kom även järnbruksfamiljen Krapp. Vid Lögdö bruk i Medelpad lät Mattias Krapp d.ä. år 1717 uppföra ett kapell i trä. Vid stångjärnsbruket i Lagfors två mil norr om Lögdö lät Mattias Krapp d.y. uppföra ett kapell 1772, och Västanå bruk ombesörjde genom Daniel Krapp att byggmästaren Pär Zachrisson från Kubbe uppförde ett kapell år 1771. Kapellet flyttades till Viksjö kyrkja redan 1794 och blev sockenkyrka. Det brann ner 1927, men har senare ersatts av ett nytt i likartad stil. Vid Graninge bruk och Gålsjö bruk uppfördes kapell 1759 nuvarande Graninge kyrka respektive 1776 (nedbrunnet 1971).
Alla här uppräknade brukskapell har avlång, åttkantig form och hög takresning. De har alla stor likhet med den från Österbotten genom Hans Biskop införda kyrkobyggnadsstilen. Det faktum att Hans Biskop måste ha varit bekant med bruksägarfamiljerna tyder på att han själv haft med formgivningen av kapellen att göra. Han har också samarbetat med nämnda Pär Zachrisson. 
Till den avlångt åttkantiga stilen kan några av fiskekapellen längst Bottenvikens kuster räknas, till exempel Helena Elisabeth på Holmön (flyttad på 1950-talet till Gammlia friluftsmuseum i Umeå) och Malörens kapell, högst uppe i Bottenviken. 
Många av träkyrkorna i Norrlands inland är också uppförda i denna stil. Här kan nämnas Junsele 1763, Lycksele 1734, Skorped 1775, Jokkmokk 1753, Hietaniemi 1746 med flera. I flera fall finns belagt att Biskop på ett eller annat sätt medverkat i deras tillkomst. 
Den andra gruppen av Hans Biskops kyrkor är den verkligt polygonala gruppen som har utgångsläge i korskyrkans planform. Kyrkorna är också mera att betrakta som stadskyrkor och kan här representeras av Umeå stads gamla kyrka. 

### Klockstaplar
Fram till 1720 hade kyrkornas fristående klockstaplar i norra Sverige i allmänhet utformats med öppna huvar över klockorna. Huvarna bars upp av varierande antal stolpar, som i allmänhet var fristående eller inklädda med bräder. Huvarna täcktes ofta av korsande sadeltak som i korsmitten och på gavelspetsarna pryddes med smäckra spiror. Byggnadssättet gav en ålderdomlig prägel påminnande om norska stavkyrkor.
Efter ofredens år 1720-1721 gavs staplarna på många håll en helt annan utformning. En form som tidigare förekommit i Österbotten, men som introducerades i norra Sverige av Hans Biskop, var den så kallade bottniska stapeln. Den består i princip av tre kuber i fallande storlek placerade över varandra och åtskilda med karniss- eller tälttak mellan kuberna och med lökkupol eller spira överst. Den nedersta kuben utgör kammare eller förrådsutrymme, den mellersta är klockrum med öppningsbara ljudklockor och med den översta är en lanternin med ljusinsläpp. Spridningen av denna stapeltyp följer, tidsmässigt och lokalt, spridningen av Hans Biskops polygonala kyrkor i norra Sverige.
I många fall torde Biskop endast ha formgivit staplarna och låtit andra mästare utföra dem. 
Även i Tornedalen finns några vackra exemplar bevarade av den bottniska stapeln. Här kan nämnas Övertorneå 1763, Hietaniemi 1773 och Karungi (Carl Gustaf) 1745. I dessa fall har också kyrkorna uppförts av Hans Biskop (1735, 1746 resp. 1745). I Övertorneå stapel finns vackra ut- och invändiga dekorationsmålningar. Sådana målningar är ovanliga i Sverige. Målningar av klockstaplar är enligt uppgift en finsk tradition, som hör samman med att de döda vid bisättningen förs in till kyrkogården genom klockstapeln.
Genom kunglig förordning 1759 uppmanades biskopar och landshövdingar att ej längre bygga klockstaplar av trä. Detta för att minska brandrisken och för att spara skogens vedtillgångar. Trots detta fortsatte byggandet av trästaplar en bra bit in på 1800-talet.